# Península de Prevlaka

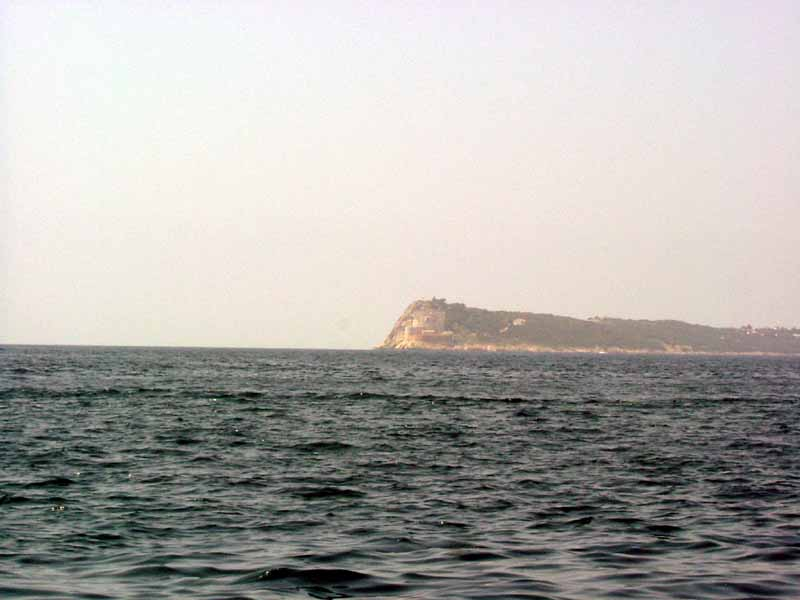
Cabo Oštro.

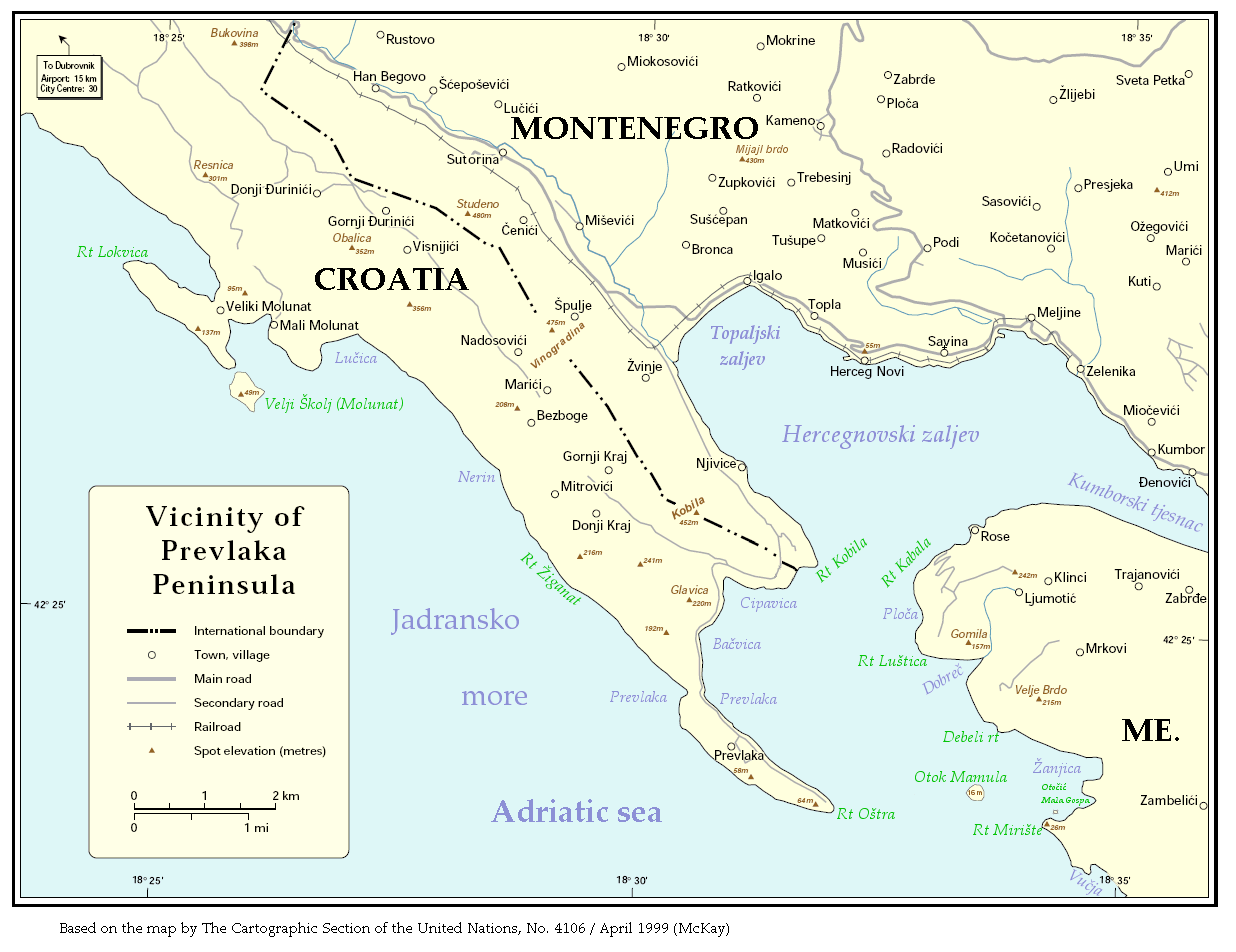
Mapa de la península de Prevlaka y alrededores.

La península de Prevlaka es una pequeña península localizada al sur de Croacia en la entrada de las Bocas de Kotor, en el Adriático oriental. El cabo Oštro, al sur de la península de Prevlaka, es el punto más meridional de Croacia.
En la década de 1990 la península de Prevlaka estuvo disputada militarmente entre la recién independizada Croacia y la República Federal de Yugoslavia. La península es un punto estratégico para el tráfico marítimo y cercano a una importante base naval dentro de la bahía de Kotor. La controversia territorial todavía no está completamente resuelta.

## Historia
La península fue parte de la República de Dubrovnik desde el siglo XV, quienes fortificaron posiciones en el cabo Oštro. En siglos posteriores, la península pasó de estar dominada por la República de Dubrovnik a franceses y austriacos hasta convertirse en parte de Yugoslavia en 1918 tras la Primera Guerra Mundial. En la Segunda Guerra Mundial la región pasó a estar bajo dominio italiano y alemán hasta el final del conflicto, cuando fue incorporada a la República Socialista de Croacia.
Durante las guerras yugoslavas que acontecieron tras la desintegración del país, la península y sectores adyacentes así como buena parte de la Región de Dubrovnik fueron ocupadas por fuerzas yugoslavas. Una ofensiva croata consiguió controlar temporalmente la península antes de ser reconquistada. Las dos partes acordaron la desmilitarización de la península y el Consejo de Seguridad por medio de la resolución 779 del 6 de octubre de 1992 acordó extender el mandato de la Fuerza de Protección de las Naciones Unidas (UNPROFOR) para que verificase la implementación del acuerdo. En 1996 el Consejo de Seguridad decidió fomentar las relaciones bilaterales entre ambas partes para alcanzar una solución y decidió también crear la Misión de Observadores de las Naciones Unidas en Prevlaka (MONUP) para relevar a la UNPROFOR en sus labores de supervisar la desmilitarización de la zona.
La MONUP finalizó en diciembre de 2002 y el territorio que una vez perteneció a la República Socialista de Croacia pasó a ser parte de la República de Croacia. Cinco días antes de la retirada de la MONUP, las dos partes acordaron la desmilitarización indefinida de la península y fijar un estatus neutral al territorio. La aplicación de dicho acuerdo permanece todavía incompleta. Croacia y Montenegro han acordado remitir el contencioso territorial a la Corte Internacional de Justicia

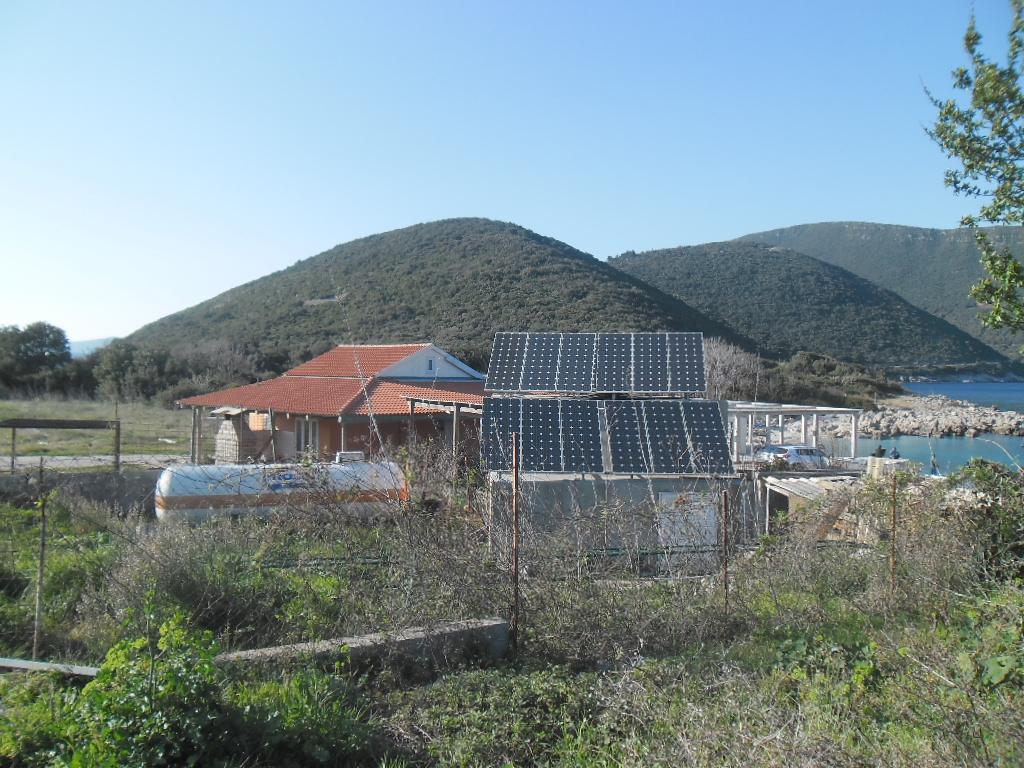
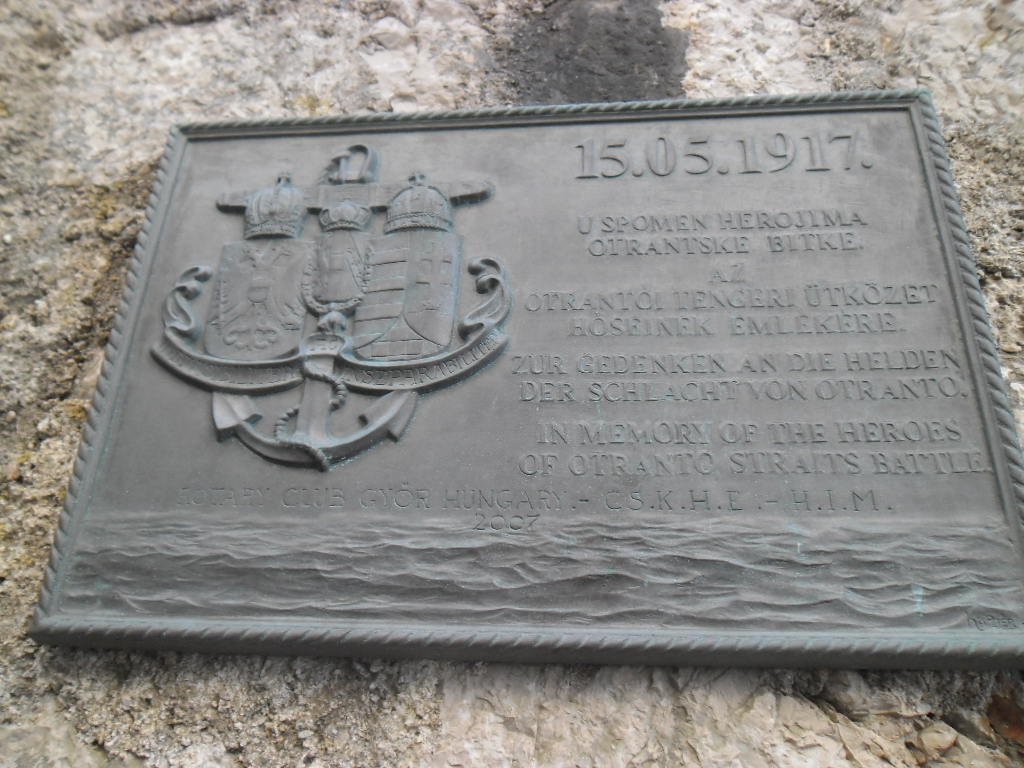
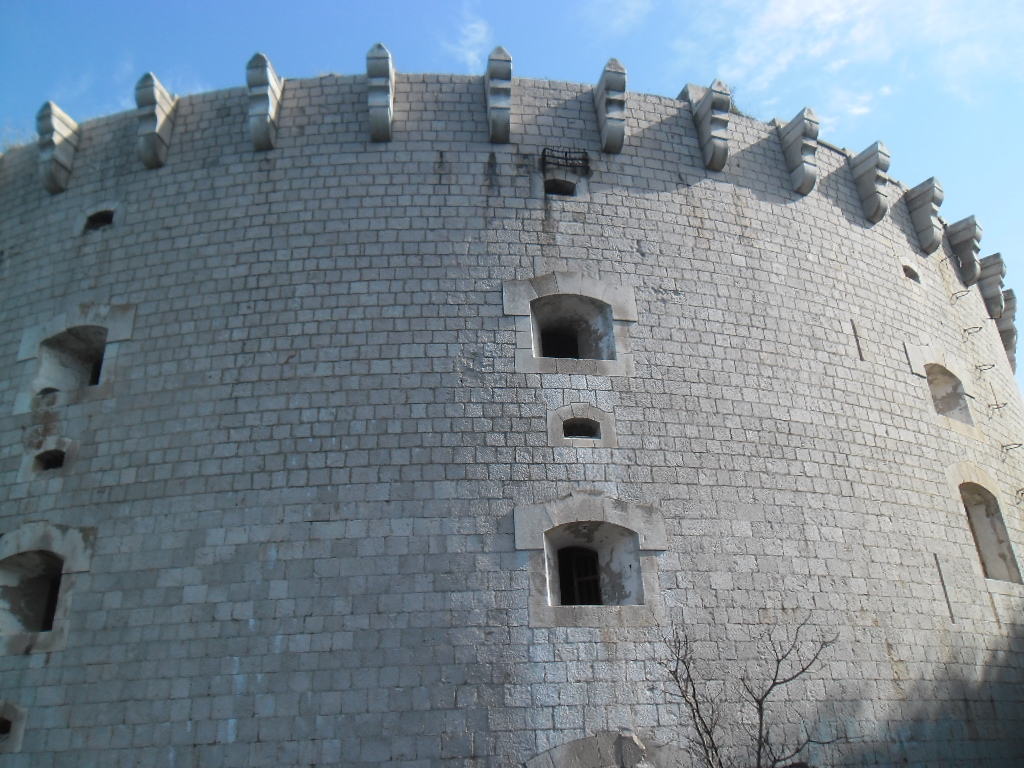
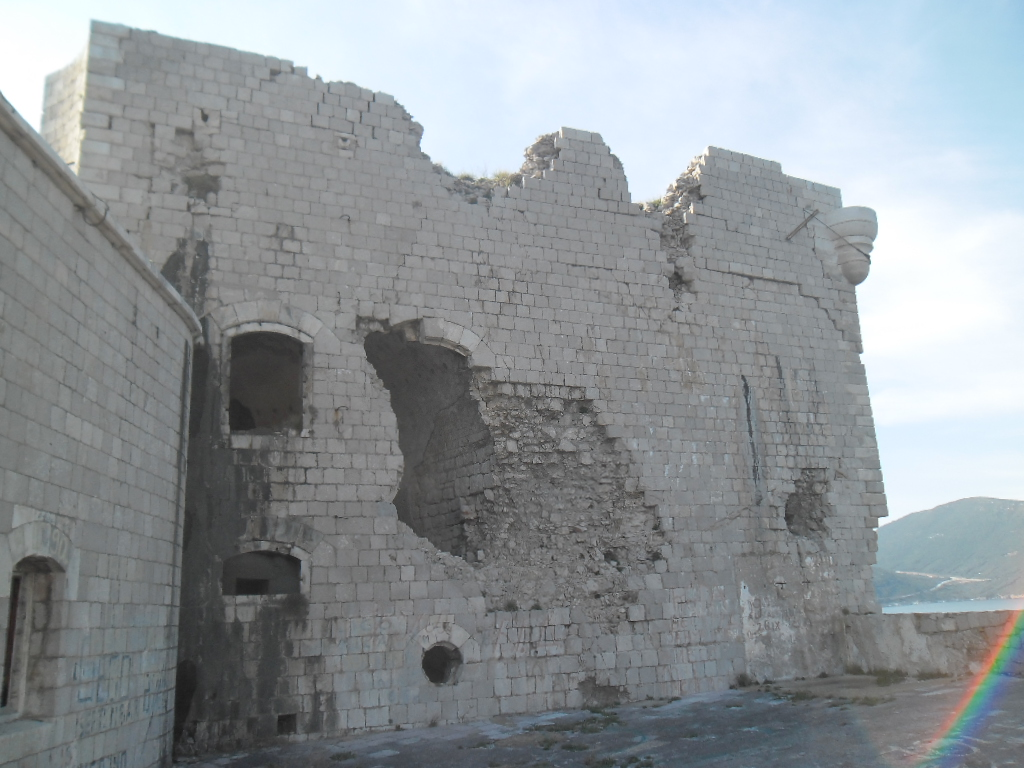
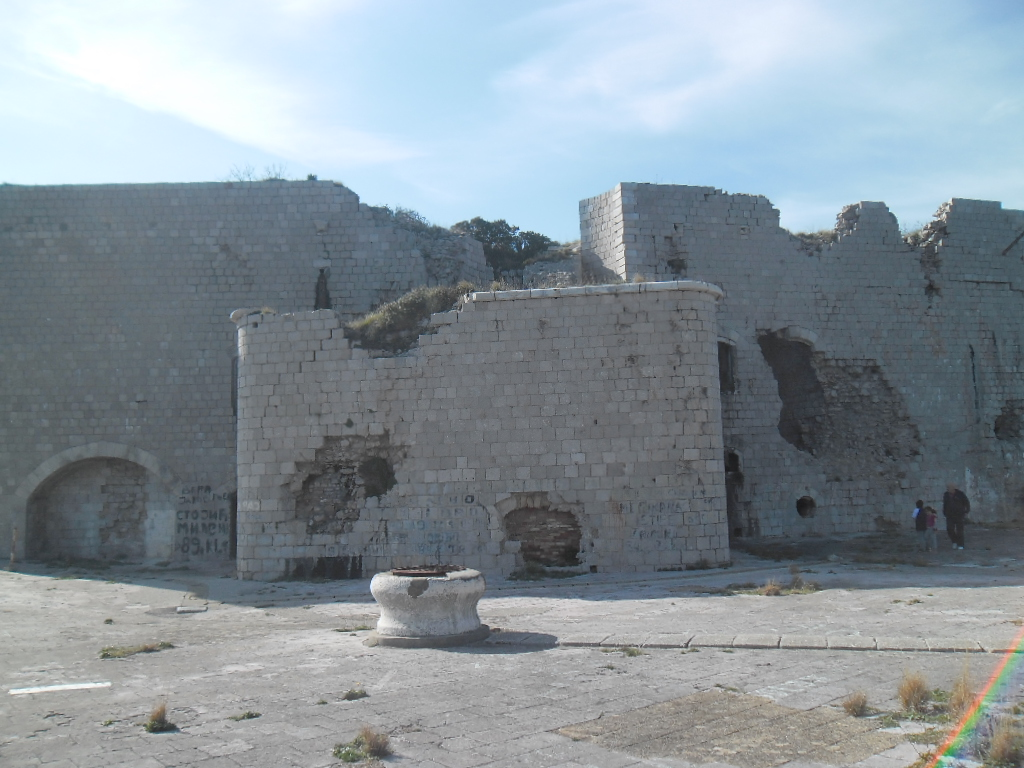
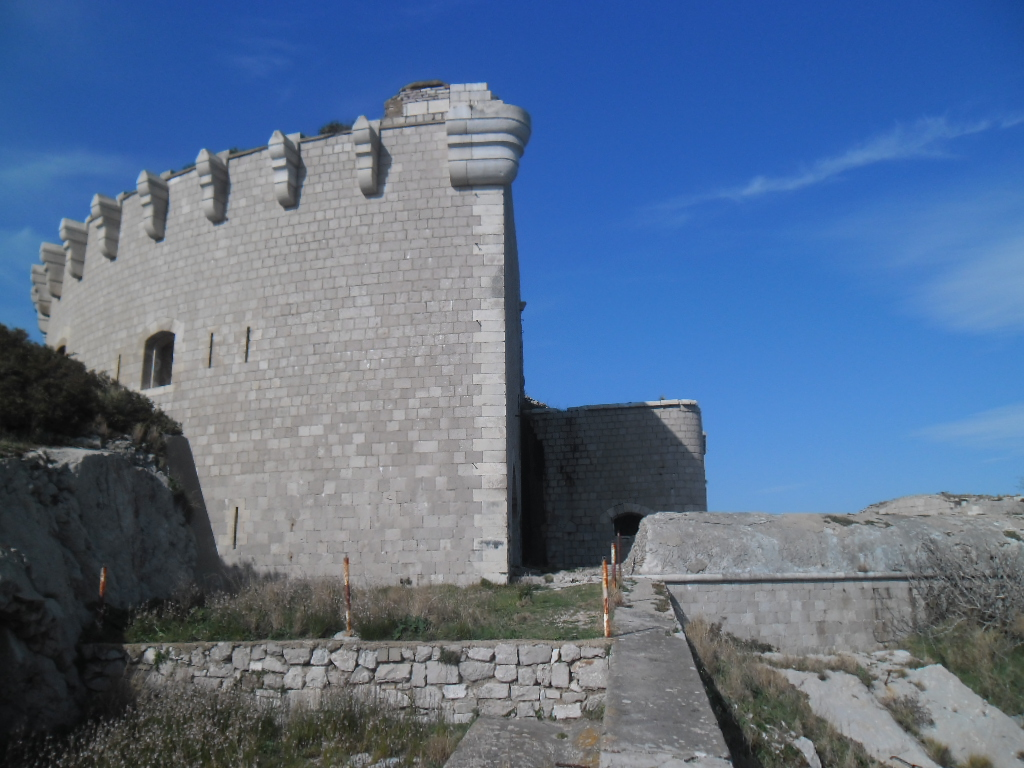
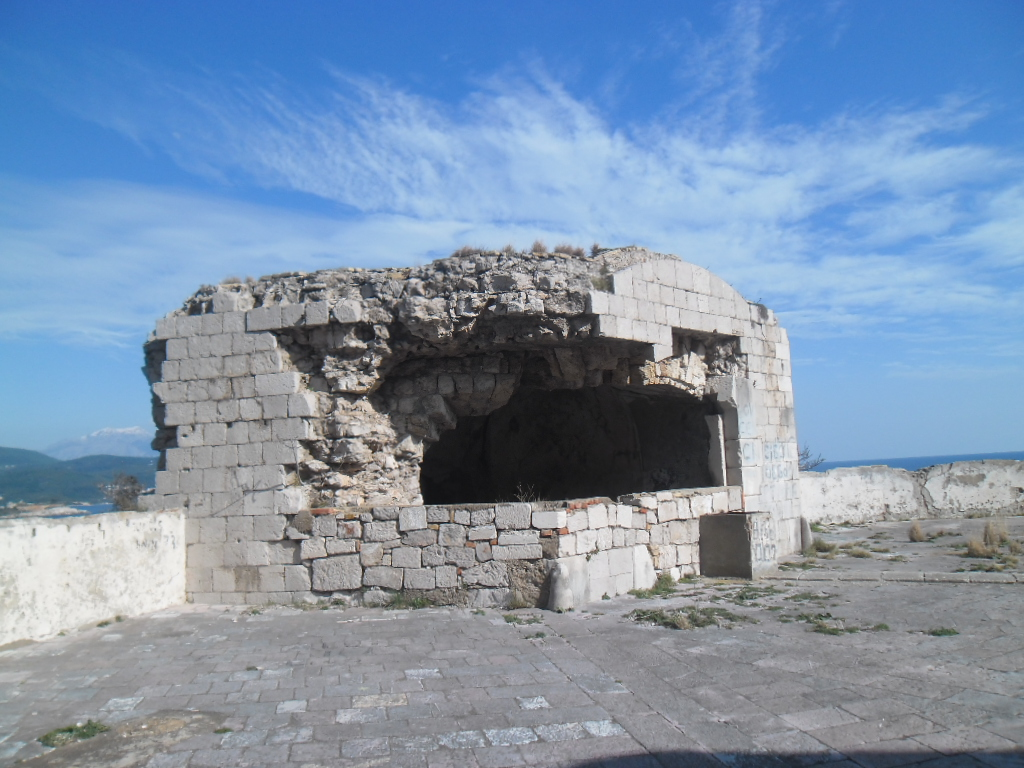
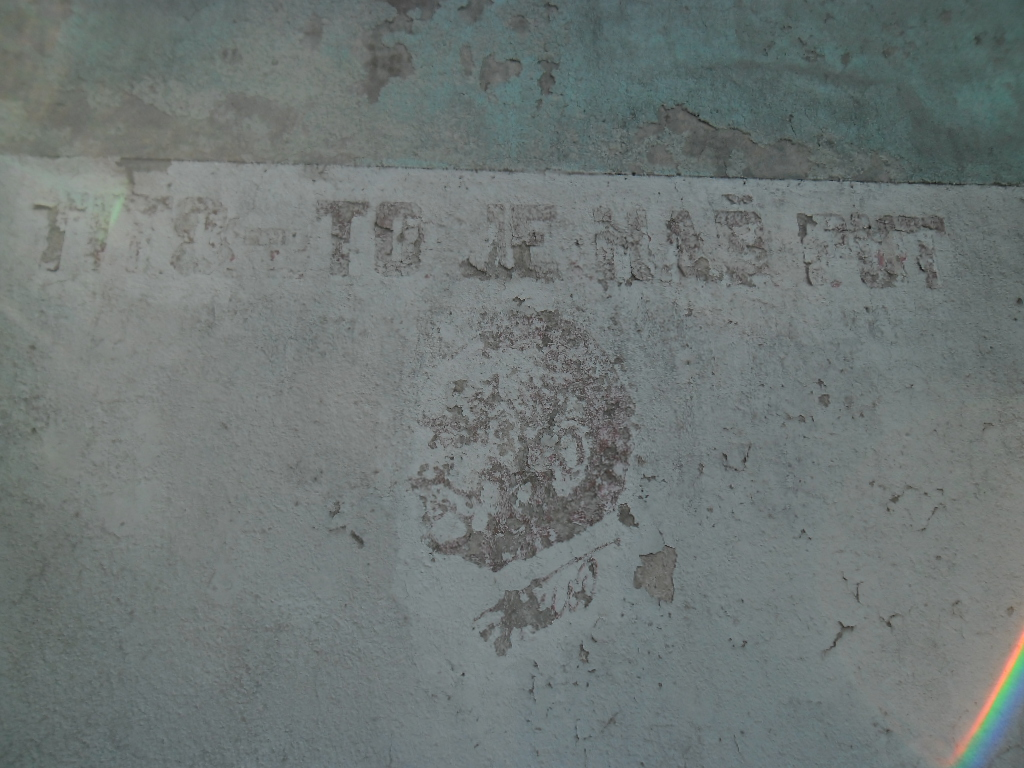
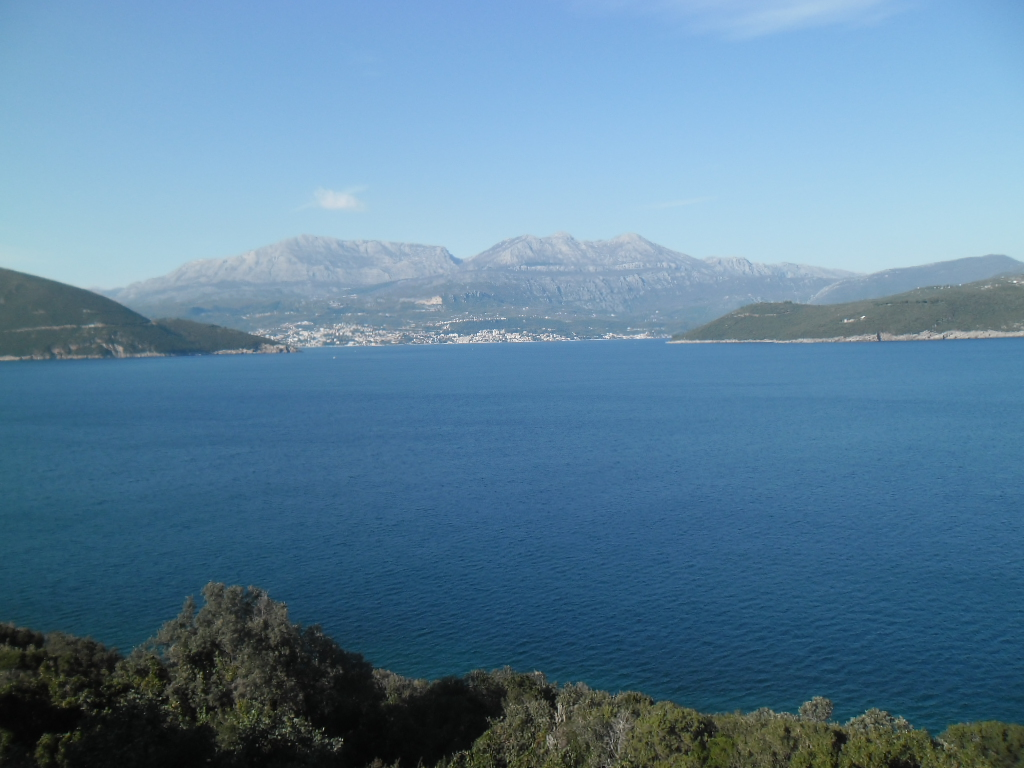
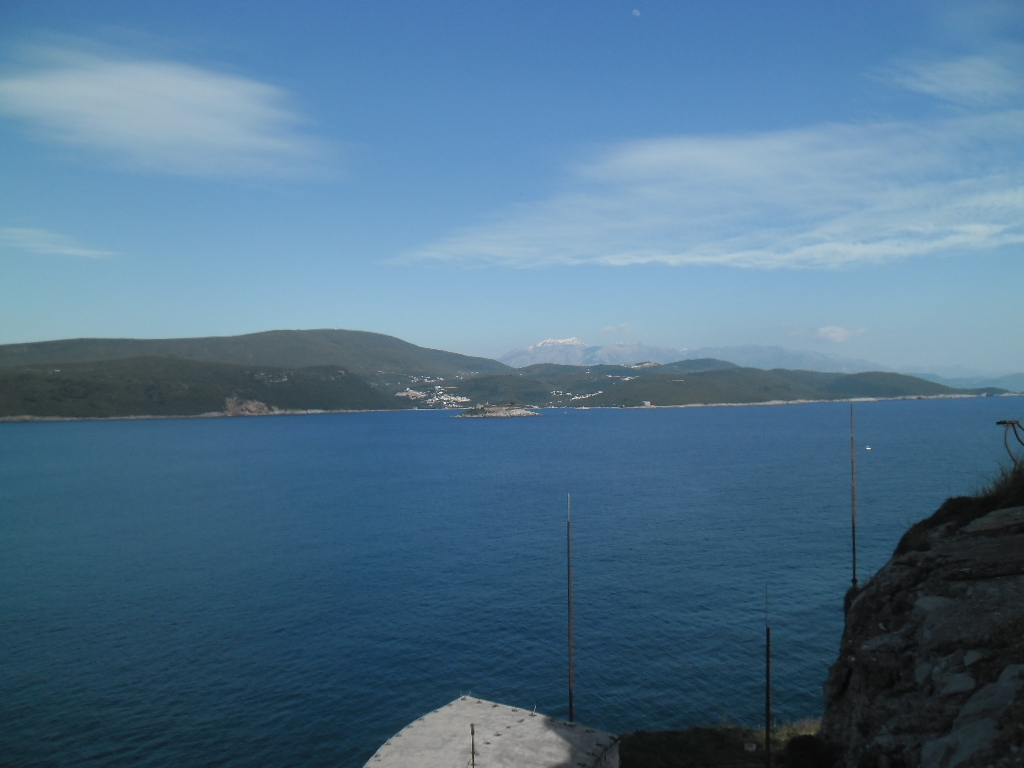